# Eublemma hapalochroa
Eublemma hapalochroa là một loài bướm đêm trong họ Erebidae.